# مثبط الإنزيم المحول للأنجيوتنسين
مثبط إنزيم محول الأنجيوتنسين "(ACE inhibitor)
مثبط المحول للأنجيوتنسين-الإنزيم أو (مثبطات ACE) هو دواء يستخدم في المقام الأول لعلاج ارتفاع ضغط الدم (ارتفاع ضغط الدم) وقصور القلب الاحتقاني.
هذه المجموعة من الأدوية تسبب ارتخاء الأوعية الدموية، فضلا عن خفض حجم الدم، مما يؤدي إلى خفض ضغط الدم وانخفاض الطلب على الأكسجين من القلب. أنها تثبط عمل الإنزيم المحول للأنجيوتنسين، الذي يعتبر عنصرا هاما من نظام رينين أنجيوتنسين-الألدوستيرون.
وتشمل مثبطات ACE التي يتم وصفها في كثير من الأحيان بيريندوبريل، كابتوبريل، إنالابريل، يسينوبريل، وراميبريل

## الاستخدامات السريرية
استدخدمت مثبطات ACE في البداية لعلاج ارتفاع ضغط الدم، ويمكن استخدامها وحدها أو بالاشتراك مع الأدوية الأخرى الخافضة للضغط. وفي وقت لاحق، عثر الباحثون على أنها مفيدة في أمراض القلب الأخرى والشرايين والكلى [1] بما في ذلك:
يستخدم مثبط الأنزيم المحول للأنجيوتنسين لعلاج:
- ارتفاع ضغط الدم الشرياني (بالإنجليزية: hypertension)‏
- الفشل البطيني الأيسر (بالإنجليزية: Cardiac failure (left ventricular systolic dysfunction))‏
- ذبحة صدرية (بالإنجليزية: Angina pectoris)‏
- فشل القلب الاحتقاني (بالإنجليزية: CHF)‏ (بالإنجليزية: congestive heart failure)‏
- يمنع الاعتلال الكلوي الناتج عن مرض السكري (بالإنجليزية: nephropathy in diabetes mellitus)‏

في علاج أمراض القلب مع أدوية أخرى، وعادة ما تستخدم مثبطات الإنزيم المحول للأنجيوتنسين مع ACE وغالبا ما تتضمن خطة العلاج النموذجية، حاصرات بيتا، ونترات طويلة المفعول، حيث يتم تعديل هذه الخطة حسب الاحتياجات الفردية للمريض.
كما تستخدم أيضا″ في الفشل الكلوي المزمن وفي التصلب الجهازي الذي يشمل الكلية (تصلب أنسجة الكلى، على شكل تصلب الجلد في النوبات كلوية).

## آلية العمل
تقلل مثبطات الإنزيم المحول للأنجيوتنسين من نشاط جهاز الرينين-أنجيوتنسين-ألدوستيرون حيث أنه السبب الأساسي في ارتفاع ضغط الدم في الأشخاص الذين يعانون من مرض السكري، كجزء من متلازمة مقاومة الأنسولين أو كمظهر من مظاهر الأمراض الكلوية.

### نظام الرينين-أنجيوتنسين-الدوستيرون

نظام الرينين-أنجيوتنسين-الدوستيرون

هو من الآليات التي تعمل على الحفاظ على ضغط الدم، عن طريق إصدار بروتين يسمى الرينين من خلايا الكلى (من الجهاز المجاور للكبيبات). مما يؤدي إلى إنتاج بروتين آخر، وهو الأنجيوتنسين. يتم تنشيط هذا النظام للاستجابة إلى انخفاض في ضغط الدم وظهور أعراض وجود مشاكل في توازن الماء والأملاح في الجسم، مثل انخفاض تركيز الصوديوم في الأنابيب البعيدة في الكلى، وانخفاض حجم الدم، وتحفيز الكلى من قبل الجهاز العصبي الودي. في مثل هذه الحالات، تقوم الكلى بافراز الرينين‘ الذي يعمل بمثابة أنزيم ويقطع ال10 الأحماض الأمينية الأولى من الأنجيوتنسين (بروتين يصنع في الكبد، ويدور في الدم). كما تعرف هذه البقايا من الأحماض الأمينية بالأنجيوتنسين الأول1 ثم يزيل الانزيم المحول للأنجيوتنسين اثنين من البقايا الأخرى، ثم يتحول أنجيوتنسين 1 إلى |أنجيوتنسين 2 . كما يتم العثور على أنجيوتنسين 2 في الدورة الدموية الرئوية وفي بطانة العديد من الأوعية الدموية. وهذا النظام يزيد ضغط الدم عن طريق زيادة كمية الملح والماء في الجسم يحتفظ، وأيضا″ يعتبر الأنجيوتنسين قابض فعّال للأوعية الدموية.

### الآثار
مثبطات الإنزيم المحول للأنجيوتنسين تمنع تحويل الأنجيوتنسين 1 إلى أنجيوتنسين 2. وهي بالتالي تقلل المقاومة في الأوعية الدموية وزيادة القدرة الوريدية‘ وانخفاض النتاج القلبي، ومؤشر القلب، وحجم وجهد النفضة؛ بالتالي تقل المقاومة في الأوعية الدموية في الكلى. ويؤدي إلى زيادة إدرار الصوديوم (إفراز الصوديوم في البول). زيادة تركيز الرينين في الدم نتيجة لردود الفعل السلبية لتحويل أنجيوتنسين 1 إلى أنجيوتنسين 2 مما يؤدي إلى ارتفاع تركيز أنجيوتنيبن 1 لنقس السبب. وينخفض تركيز الألدوستيرون و الأنجيوتنسين2 ‘ ويرتفع تركيز البراديكاينين نتيجة عدم تثبيطه من قبل الإنزيم المحول للأنجيوتنسين.
آثار الأنجيوتنسين 2 في ظل الظروف الطبيعية:
- تضيق وانقباض الأوعية الدموية وتضخم العضلات الملساء؛ مما يؤدي إلى ارتفاع ضغط الدم ومرض ارتفاع ضغط الدم. وعلاوة على ذلك، يتسبب في انقباض في الشرايين الصادرة من الكلى؛ مما يؤدي إلى زيادة ضغط التروية في الكبيبات.
- يساهم في إعادة تشكيل وتضخم البطين عن طريق تحفيز طليعة الجينات المسرطنة (c-foss c-jun c-myc)، عامل النمو المحوّل بيتا (TGF-B)، من خلال تكون الألياف وموت الخلية المبرمج. يقوم أنجيوتنسين 2 بتحفيز قشرة الغدة الكظرية لإفراز الألدوستيرون، وهو الهرمون الذي يعمل على الأنابيب في الكلى، ويتسبب في احتباس أيونات الصوديوم والكلوريد وإفراز البوتاسيوم. الصوديوم هو أيون «حافظ للماء»، لذلك يتم الاحتفاظ أيضا″ بالماء، الأمر الذي يؤدي إلى زيادة حجم الدم، وبالتالي زيادة في ضغط الدم.
- تحفيز الغدة النخامية الخلفية لإفراز هرمون فاسوبريسين (الهرمون المضاد لإدرار البول، ADH) الذي يؤثر على الكلى ويتسبب في زيادة احتباس الماء. ويكون معدل إنتاج ADH مفرط في حالات فشل القلب، وأيضا″ ينخفض مستوى الصوديوم في البلازما قد تقع (نقص صوديوم الدم)، وهذه علامة على زيادة خطر الوفاة في مرضى فشل القلب.
- انخفاض البروتين الكلوي كاينييز C.

مع استخدام مثبطات الإنزيم المحول للأنجيوتنسين، ينخفض إنتاج أنجيوتنسين2 ‘ مما يؤدي إلى انخفاض ضغط الدم.
وقد أظهرت الدراسات الوبائية والسريرية أن مثبطات الإنزيم المحول للأنجيوتنسين تقلل من تطور اعتلال الكلية المرافق لمرض السكري بشكل مستقل عن تأثير خفض ضغط الدم لديهم. ويستخدم هذا الإجراء في الوقاية من الفشل الكلوي لدى مرضى السكري.
وقد تبين أن مثبطات الإنزيم المحول للأنجيوتنسين أن تكون فعالة لإستطبابات أخرى غير ارتفاع ضغط الدم حتى في المرضى أصحاب ضغط الدم الطبيعي. [بحاجة لمصدر] وتم تبرير استخدام الجرعة القصوى من مثبطات الإنزيم المحول للأنجيوتنسين لهؤلاء المرضى (بما في ذلك الوقاية من اعتلال الكلية السكري وقصور القلب الاحتقاني، والوقاية من أحداث القلب والأوعية الدموية)، [مِن قِبَل مَن؟]
```
لأنه يحسن النتائج السريرية بشكل مستقل عن تأثيرها في خفض ضغط الدم. مثل هذا العلاج، وبطبيعة الحال، يتطلب معايرة دقيقة وتدريجية للجرعة لمنع آثار الانخفاض السريع في ضغط الدم (الدوخة، والإغماء، وما إلى ذلك).
```

وقد تبين أيضا أن مثبطات الإنزيم المحول للأنجيوتنسين تتسبب في تعزيز مركزي لنشاط الجهاز العصبي اللاودّي في المتطوعين الأصحاء والمرضى الذين يعانون من قصور في القلب. هذا الإجراء قد يقلل من انتشار عدم انتظام ضربات القلب الخبيثة، وانخفاض حالات الموت المفاجئ المدونة في عدد كبير من التجارب السريرية. كما تقوم مثبطات الإنزيم المحول للأنجيوتنسين بتقليل مستويات النورابينفرين بالبلازما، وما ينتج عن ذلك من تضيق الأوعية الدموية، في مرضى فشل القلب، يتسبب في كسر حلقات تفعيل نظام رينين أنجيوتنسين من خلا الجهاز العصبي الودّي، والتي تحافظ على دوامة وظيفة القلب في حالات فشل القلب الاحتقاني.
وقد تبين أيضا أن إنالابريل (enalapril) المانع للحد من دنف القلب في المرضى الذين يعانون من قصور القلب المزمن. الدنف علامة ضعيفة عند المرضى الذين يعانون من قصور القلب المزمن. ما زالت مثبطات الإنزيم المحول للأنجيوتنسين قيد التحقيق بإمكانية استخدامها لعلاج الضعف وهزال العضلات (sarcopenia) في المرضى المسنين اللذين لا يعانون من فشل القلب.

## التسويق التجاري
الأسماء التجارية مثبط الأنزيم المحول للأنجيوتنسين الموجوة في الولايات المتحدة الأمريكية
- إنالابريل: Vasotec/Renitec
- راميبريل:Altace/Tritace/Ramace/Ramiwin
- كوينابريل:Accupril
- بيريندوبريل:Coversyl/Aceon
- ليزينوبريل:Lisodur/Lopril/Novatec/Prinivil/Zestril
- بينازيبريل:Lotensin

## الأعراض الجانبية
تشمل ردود الفعل السلبية الشائعة لمثبطات الإنزيم المحول للأنجيوتنسين: انخفاض ضغط الدم، السعال، فرط بوتاسيوم الدم، الصداع، الدوخة، التعب، الغثيان، والقصور الكلوي  قد تزيد مثبطات الإنزيم المحول للأنجيوتنسين الألم المصاحب للإتهاب، ربما بوساطة تراكم البراديكينين الذي يرافق تثبيط الإنزيم المحول للأنجيوتنسين.
الآثار السلبية الرئيسية لتثبيط الإنزيم المحول للأنجيوتنسين يمكن أن تفهم من تأثيرها الدوائي. الآثار السلبية الأخرى المبلغ عنها هي، تسمم الكبد والتأثير على الجنين.
الفشل الكلوي هو تأثير سلبي محتمل من جميع مثبطات الإنزيم المحول للأنجيوتنسين، الذي ينتج مباشرة من آلية عملها. عادة ما يحدث انخفاض متوسط في معدل الترشيح الكبيبي (GFR) عند المرضى حديثي الاستخدام من ثم يستقر بعد عدة أيام. ومع ذلك، قد يكون انخفاض ملحوظ في ظروف انخفاض التروية الكلوي، مثل ضيق الشريان الكلوي، قصور القلب، وأمراض الكلى المتعدد الكيسات، أو استنزاف الحجم. في هؤلاء المرضى، المحافظة على معدل الترشيح الكبيبي GFR تعتمد على مغيّر القطر الوعائي المعتمد على الأنجيوتنسين2 . لذلك، يجب مراقبة وظائف الكلى عن كثب خلال الأيام القليلة الأولى بعد بدء العلاج مع مثبطات الإنزيم المحول للأنجيوتنسين في المرضى الذين يعانون من نقص التروية الكلوي. يعتبر الانخفاض المعتدل في وظائف الكلى، وعدم ارتفاع الكريلتينيين في الدم بنسبة لا تزيد عن 30٪، بعد أسبوع من العلاج يعتبر مقبولا كجزء من التأثير العلاجي، وتوفير وظيفة كلى كافية. إذا كان المريض يأخذ هذه الأدوية بالتزامن مع الأدوية اللاستيرويدية المضادة للالتهاب ومدر للبول هذا قد يتسبب بمشكلة . عندما تؤخذ هذه الأدوية الثلاثة معا، يزيد خطر الإصابة بالفشل الكلوي بشكل كبير.
فرط بوتاسيوم الدم من المضاعفات الأخرى المحتملة من استخدام مثبطات الإنزيم المحول للأنجيوتنسين نظرا لتأثيرها على الألدوستيرون. قمع الأنجيوتنسين 2 يؤدي إلى انخفاض في مستويات الألدوستيرون. حيث أن الألدوستيرون هو المسؤول عن زيادة إفراز البوتاسيوم، تتسبب مثبطات الإنزيم المحول للأنجيوتنسين باحتباس البوتاسيوم. عند بعض الناس، يمكن أن يستمر فقدان البوتاسيوم خلال فترة استخدام مثبطات الإنزيم المحول للأنجيوتنسن. ارتفاع مستوى بوتاسيوم الدم قد يقلل من سرعة توصيل الاندفاعات في الأعصاب والعضلات، بما في ذلك أنسجة القلب. وهذا يؤدي إلى خلل وظيفي في القلب والنواتج العصبية العضلية، مثل ضعف العضلات، وتشوش الحس، والغثيان، والإسهال، وغيرها. يجب مراقبة مستويات البوتاسيوم في الدم في المرضى الذين يتلقون العلاج من مثبطات الإنزيم المحول للأنجيوتنسين الذين هم عرضة لخطر الإصابة ب فرط بوتاسيوم الدم.
أثر سلبي آخر محتمل مقتصر لمثبطات الإنزيم المحول للأنجيوتنسين، ولكن ليس لحاصرات ال RAAS الأخرى، هو زيادة مستوى البراديكينين. ارتفاع مستوى البراديكينين يمكن أن يكون سبب السعال الجاف، الوذمة الوعائية و / أو الطفح الجلدي، وانخفاض ضغط الدم، والآلام المصاحبة للالتهابات.
سعال جاف مستمر هو تأثير سلبي شائع نسبيا ويعتقد أنه يترافق مع زيادة مستويات البراديكينين التي تنتجها مثبطات الانزيم المحول للأنجيوتنسين، وقد كان دور البراديكينين في إنتاج هذه الأعراض متنازعا عليه. المرضى الذين يعانون من هذا السعال غالبا ما يتم تحويلهم إلى مضادات مستقبلات Iأنجيوتنسن 2 أخرى.
بعض المرضى يحصل لديهم وذمة وعائية نتيجة لزيادة مستويات البراديكينين. قد يكون هناك استعداد وراثي عند بعض المرضى نحو هذا التأثير السلبي خاصة ً في المرضى الذين يتحلل البراديكينين عندهم ببطء أكثر من المتوسط.
يعتبر الطفح الجلدي واضطرابات حاسة التذوق، نادرة مع معظم مثبطات الإنزيم المحول للأنجيوتنسين، هي أكثر حدوثاً في كابتوبريل، وهذا يعزى إلى وجود مجموعة سلفهيدريل. وقد أدى ذلك إلى تقليل استعمال كابتوبريل في الحالات السريرية، على الرغم من ذلك لا يزال يستخدم في التصوير الومضاني للكلية.
و في حالات نادرة قد يحدث رد فعل تحسسي شديد يمكن أن يؤثر على جدار الامعاء ونتيجة ذلك يتسبب آلام في البطن. [بحاجة لمصدر]
في النساء الحوامل، قد تم الإبلاغ أن استخدام مثبطات الإنزيم المحول للأنجيوتنسين في الأشهر الثلاث الأولى من الحمل يسبب تشوهات خلقية، موت الجنين داخل الرحم، ووفيات الأطفال حديثي الولادة. التشوهات الجنينية الأكثر شيوعاً تشمل تشمل: انخفاض ضغط الدم، خلل التنسج الكلوي، انقطاع البول / قلة البول، قلة السائل السلوي، تأخر النمو داخل الرحم، نقص تنسج الرئة، القناة الشريانية السالكة، وتعظم غير مكتمل للجمجمة. وعموماً، حوالي نصف الأطفال حديثي الولادة المعرضين لمثبطات الإنزيم المحول للأنجيوتنسين يتأثرون سلباً.

## الإحتياطات وموانع الاستعمال
لا يجوز اعطاء مثبطات الانزيم المحول للأنجيوتنسين للمرضى المعروفين بحساسيتهم لمثبطات الانزيم المحول للأنجيوتنسين، ومرضى الوذمة الوعائية نتيجة الاستخدام السابق لمثبطات الانزيم المحول للأنجيوتنسين. وينبغي استخدام مثبطات الإنزيم المحول للأنجيوتنسين بحذر في المرضى الذين يعانون من:
- اختلال وظائف الكلى.
- تضيق الصمام الأبهري، أو خلل في تدفق الدم إلى القلب.
- نقص حجم الدم أو الجفاف.
- الغسيل الدموي بأغشية البولي اكريلونيتريل ذات التدفق العالي.

تم تصنيف مثبطات الإنزيم المحول للأنجيوتنسين كفئة D حسب نظام ADEC ، لذلك يفضل عدم استخدامه من قبل النساء اللاتي يرغبن بالحمل. في الولايات المتحدة الأمريكية، يجب وضع علامة «الصندوق الأسود» على مثبطات الانزيم المحول للأنجيوتنسين للتحذير من خطر التشوهات الخلقية التي قد تحدث للجنين إذا تم استخدامها من قبل الأم خلال الأشهر الثلاثة الأولى والثانية من الحمل. كما قد يتسبب استخدامها خلال الأشهر الثلاثة الأولى من الحمل إلى حدوث التشوهات الخلقية بالتحديد التشوهات المتعلقة بالجهاز القلبي الوعائي والجهاز العصبي المركزي.
من الممكن أن بتسبب استخدام مثبطات الانزيم المحول للأنجيوتنسين مع مزيج أدوية أخرى إلى زيادة تأثيرها الدوائي وخطر الإصابة بالتأثيرات الجانبية. التأثيرات السلبية الأكثر شيوعاً الناتجة من استخدام مثبطات الانزيم المحول للأنجيوتنسين مع أدوية أخرى: الفشل الكلوي الحاد، انخفاض ضغط الدم، وارتفاع مستوى البوتاسيوم في الدم .
يجب أن توصف الأدوية التي تتعارض مع مثبطات الانزيم المحول للأنجيوتنسين بحذر مثل : مثبطات نظام الرنين – أنجيوتنسين-ألدوستيرون الأخرى، مدرات البول بالتحديد مدرات البول الحافظة للبوتاسيوم، مضادات الالتهاب اللا ستيرويدية، مضادات التخثر، السيكلوسبورين، مثبطات الدايببتايديل ببتايديز-4(DPP4 (و مكملات البوتاسيوم.
ينبغي استخدام مكملات البوتاسيوم بحذر وتحت الاشراف الطبي خوفاً من ارتفاع مستويات البوتاسيوم بالدم حيث ان مثبطات الانزيم المحول للأنجيوتنسين قد تتسبب في مضاعفة الحالة.

## أمثلة
يمكن تمييز مثبطات الإنزيم المحول للأنجيوتنسين بسهولة من خلال الملحق -pril (بريل) في نهاية أسمائها. ويمكن تقسيم مثبطات الإنزيم المحول للأنجيوتنسن إلى ثلاث مجموعات على أساس بنيتها الجزيئية:

### المركبات التي تحتوي على سلفهيدريل
- كابتوبريل (الاسم التجاري Capoten)، أول مثبط ل ACE.
- .Zofenopril* زوفينوبريل

### المركبات التي تحتوي على ثنائي الكاربوكسيلت
هي أكبر مجموعة، وتشمل:
- إنالابريل enalapril (Vasotec / Renitec)
- راميبريل ramipril (Altace / Prilace / Ramace / Ramiwin / Triatec / Tritace)
- كوينابريلquinapril (Accupril)
- بيريندوبريل perindopril (Coversyl / Aceon / Perindo)
- ليسينوبريل lisinopril (Listril / Lopril / Novatec / Prinivil / Zestril)
- بينازيبريل benazepril (Lotensin)
- اميدابريل (Tanatril) imidapril
- تراندولابريل (Mavik / Odrik / Gopten) trandolapril
- سيلازابريل cilazapril (Inhibace)

### المركبات التي تحتوي على فسفونات
- فوزينوبريل (Fositen / Monopril)، هو المركب الوحيد في هذه المجموعة.

### المصدر الطبيعي
تنتج مركبات اللاكتوكاينينو والكازوكاينين من تحطيم بروتين الكازين ومصل اللبن، وتحدث هذه العملية بشكل طبيعي بعد تناول منتجات الألبان، وخاصةً اللبن المتخمر. ودورها في السيطرة على ضغط الدم ما زال غير مؤكد بعد.
قد ظهر أن ببتيد اللاكتوز الثلاثي val-pro-pro و IIe-pro-pro الذي بواسطة الخميرة Lactobacillus helveticus، أو المشتق من الكازين، قادر على تثبيط الإنزيم المحول للأنجيوتنسين وخفض الضغط.
هناك مورد شامل متاح على شكل قاعدة بيانات يحتوي على الببتيدات المضادة لارتفاع ضغط الدم. حيث أنها تحتوي على حوالي 1700 ببتيد فريد اخافض للضغط.

## معلومات المقارنة
جميع مثبطات الإنزيم المحول للأنجيوتنسين لها فعالية مماثلة في خفض ضغط الدم عند استخدامها بجرعات متكافئة. الاختلافات الرئيسية تكمن مع كابتوبريل، أول مثبط للإنزيم. حيث أن كابتوبريل لديه مدة فعالية قصيرة وعند استخدامه تزداد احتمالية حدوث الآثار الجانبية. كما أنه المثبط الوحيد القادر على المرور عبر حاجز الدم في الدماغ، على الرغم من هذه الإيجابية إلا أنه لم يظهر أهمية إيجابية لها في التأثيرات السريرية.
في دراسة سريرية واسعة النطاق جرت، وجد أن واحد من مثبطات الإنزيم المحول للأنجيوتنسين وهو، راميبريل (Altace)، لديه على الحد من معدلات وفيات المرضى الذين يعانون من احتشاء عضلة القلب، وإبطاء التطور في تدهور حالات قصور القلب. وجاء هذا الاكتشاف بعد أن تبين أن الاستخدام المنتظم ل راميبريل ramipril أدى إلى انخفاض معدلات الوفيات حتى في اختباره على الأشخاص اللذين لا يعانون من ارتفاع ضغط الدم.
يعتقد البعض أن راميبريل ramipril يمتلك فوائد إضافية مشركة مع بعض أو جميع مثبطات الإنزيم المحول للأنجيوتنسين. ومع ذلك، لا يزال راميبريل حاليا المانع الوحيد الذي مثل هذه الآثار هي في الواقع القائمة على الأدلة.
وأكد التحليل التلوي أن مثبطات الإنزيم المحول للأنجيوتنسين بالتأكيد فعالة كخيار أول في علاج ارتفاع ضغط الدم. واستند هذا التحليل التلوي على تجربة 20 وتحليل أترابي cohort ل 158998 مريض ، من بينهم 91٪ يعانون من ارتفاع ضغط الدم. تم استخدام مثبطات الإنزيم المحول للأنجيوتنسين كعلاج فعّال في سبع تجارب (ن =76675) وحاصرات مستقبلات الأنجيوتنسين (ARB) في 13 تجربة محاكاة (ن =82383). أظهر استخدام مثبطات الإنزيم المحول للأنجيوتنسين خفض معدلات الوفيات بنسبة 10% : (HR 0.90، 95٪ CI، 0,84-0,97؛ P = 0.004). في المقابل، لم يلاحظ وجود أي انخفاض ملموس في معدلات الوفيات مع استخدام حاصرات مستقبلات الأنجيوتنسين ARB)) (HR 0.99; 95% CI, 0.94-1.04; P=0.683). وأظهر تحليل انخفاض معدل الوفيات عن طريق استخام مثبطات الإنزيم المحول للأنجيوتنسين المختلفة ؛ أن ال بيريندوبريل perindopril يرتبط مع انخفاض ملحوظ في معدل الوفيات من جميع الأسباب بنسبة 13٪. مع الأخذ بعين الاعتبار العدد الكبير من السكان المصابين بارتفاع ضغط الدم، يتوقع أن العلاج باستخدام مثبطات الإنزيم المحول للأنجيوتنسين فعّال، ولا سيما مع بيريندوبريل، حيث أن له دور مهم في الحفاظ على الحياة.

### الجرعات المتكافئة من مثبطات اللإنزيم المحول للأنجيوتنسين المستخدمة في ارتفاع ضغط الدم
تمتلك مثبطات الإنزيم المحول للأنجيوتنسين قوة مختلفة حسب الجرعات الأولية المختلفة. يجب أن تعدل الجرعة وفقاً للاستجابة السريرية.
| جرعات مثبطات ال ACE المستخدمة لإرتفاع ضغط الدم                                                               | جرعات مثبطات ال ACE المستخدمة لإرتفاع ضغط الدم | جرعات مثبطات ال ACE المستخدمة لإرتفاع ضغط الدم | جرعات مثبطات ال ACE المستخدمة لإرتفاع ضغط الدم | جرعات مثبطات ال ACE المستخدمة لإرتفاع ضغط الدم | جرعات مثبطات ال ACE المستخدمة لإرتفاع ضغط الدم |
| |                                                |                                                | الجرعة                                         | الجرعة                                         | الجرعة                                         |
| --- | ---------------------------------------------- | ---------------------------------------------- | ---------------------------------------------- | ---------------------------------------------- | ---------------------------------------------- |
| ملاحظة: bid = مرتان يومياً، tid = ثلاث مرات يومياً، d = يومياً Drug dosages from Drug Lookup, Epocrates Online. |                                                |                                                |                                                |                                                |                                                |
| اسم الدواء                                                                                                   | الجرعة المكافئة يومياً                          |                                                | الجرعة الأولية                                 | الجرعة المعتادة                                | الجرعة القصوى                                  |
| بينزابريل | 10 mg                                          |                                                | 10 mg                                          | 20–40 mg                                       | 80 mg                                          |
| كابتوبريل | 50 mg (25 mg bid)                              |                                                | 12.5–25 mg bid-tid                             | 25–50 mg bid-tid                               | 450 mg/d                                       |
| اينالابريل                                                                                                   | 5 mg                                           |                                                | 5 mg                                           | 10–40 mg                                       | 40 mg                                          |
| فوسينوبريل                                                                                                   | 10 mg                                          |                                                | 10 mg                                          | 20–40 mg                                       | 80 mg                                          |
| ليسينوبريل                                                                                                   | 10 mg                                          |                                                | 10 mg                                          | 10–40 mg                                       | 80 mg                                          |
| موكسيبريل | 7.5 mg                                         |                                                | 7.5 mg                                         | 7.5–30 mg                                      | 30 mg                                          |
| بيريندوبريل                                                                                                  | 4 mg                                           |                                                | 4 mg                                           | 4–8 mg                                         | 16 mg                                          |
| كوينابريل | 10 mg                                          |                                                | 10 mg                                          | 20–80 mg                                       | 80 mg                                          |
| راميبريل | 2.5 mg                                         |                                                | 2.5 mg                                         | 2.5–20 mg                                      | 20 mg                                          |
| تراندولابريل                                                                                                 | 2 mg                                           |                                                | 1 mg                                           | 2–4 mg                                         | 8 mg                                           |

## مضادات مستقبلات أنجيوتنسين 2
تمتلك مثبطات الإنزيم المحول للأنجيوتنسين العديد من الخصائص المشتركة مع الأدوية القلبية الوعائية الأخرى، مضادات أنجيوتنسين 2، والتي تستخدم في كثير من الأحيان عند المرضى الذين لا يتحملوا الآثار الضارة التي تنتجها مثبطات الإنزيم المحول للأنجيوتنسين. مثبطات الإنزيم المحول للأنجيوتنسين لا تمنع تماماً تشكيل أنجيوتنسين 2، حيث أن منع إنتاج أنجيوتنسين2 يعتمد على الجرعة، لذلك قد تكون مضادات مستقبلات أنجيوتنسين2 مفيدة، لأنها تفوم بمنع عمل أنجيوتنسين2 على مستقبل AT1 ، وترك مستقبل AT2. قد يكون لذلك عواقب تحتاج إلى مزيد من الدراسة.

### الاستخدام المدمج
قد يكون استخدام مثبطات الإنزيم المحول للأنجيوتنسين مع مضادات مستقبلات أنجيوتنسين 2 مضل أكثر من استخدام هذه الأدوية على حدى. يتسبب هذا الدمج بزيادة مستويات البراديكينين وفي الوقت نفسه يمنع تكون الأنجيوتنسين 2 ونشاطها على مستقبلات AT1. هذا «الحصار المزدوج» قد يكون أكثر فعالية من استخدام مثبطات الإنزيم وحدها، لأن أنجيوتنسين2 يمكن أن يتولد عبر مسارات غير تابعة للإنزيم المحول للأنجيوتنسين. وتشير الدراسات الأولية أن هذا المزيج من الأدوية قد يكون مفيد في علاج ارتفاع ضغط الدم، وفشل القلب المزمن  ، واعتلال الكلية. ومع ذلك، أظهرت دراسة ONTARGET الحديثة أنه لا فائدة من الجمع بين هذه الأدوية بالإضافة أن ذلك قد يتسبب بالمزيد من ردود الفعل العكسية. في حين تم الحصول على نتائج ذات دلالة إحصائية لدورها في علاج ارتفاع ضغط الدم، أنه قد لا يكون هناك أهمية سريرية لها.
المرضى الذين يعانون من فشل القلب يمكن أن يستفيدوا من هذا المزيج من خلال خفض معدلات الاعتلال وإعادة الشكيل البطيني.
الدليل الذي وجد والذي يعد الأكثر إقناعاً لاستخدام هذا المزيج لعلاج اعتلال الكلية: أن هذا العلاج المدمج يعاكس البيلة البروتينية وأيضاً له دور في حماية الكلى، في المرضى الذين يعانون من اعتلال الكلية السكري  ، والأطفال الذين يعانون من اعتلال الكلية بالأيجA 

## تاريخياً
كانت الخطوة الأولى في تطوير مثبطات الإنزيم المحول للأنجيوتنسين، عندما اكتشف العالم ليونارد Leonard T. Skeggs وزملاؤه في عام 1956. وجد العالم البرازيلي سيرجيوهنريكي فيريراSérgio Henrique Ferreira على العامل المؤيد للبراديكينين (BPF) في سم أفعى Bothrops jararaca، التي توجد بأمريكا الجنوبية، في عام 1965. ثم بعد ذلك ذهب فيريرا Ferreira لمختبر جون فين John Vane باعتباره زميل ما بعد الدكتوراه مع عامل BPF الذي قام بعزله. كان يعتقد أن تحويل الأنجيوتنسين1 إلى الأنجيوتنسين2 القوي يحدث في البلازما. ومع ذلك، في عام 1967، أظهر كيفن Kevin K.F.Ng وجون ر. John R. Vane أن الإنزيم المحول للأنجيوتنسين الموجود في البلازما بطيء جداً في تحويل أنجيوتنسين 1 إلى أنجيوتنسين2 في الجسم الحي. وقد أظهر تحقيق لاحق أن التحويل السريع أثناء مرور من خلال الدورة الدموية الرئوية.
يتم تعطيل البراديكينين بسرعة في الدورة الدموية، ويختفي تماماً في مسار واحد من خلال الدورة الدموية الرئوية. ويختفي أيضاً أنجيوتنسين1 من الدورة الدموية الرئوية بسبب تحوله إلى أنجيوتنسين 2. وعلاوة على ذلك، يمر أنجيوتنسين2 عبر الرئتين من دون أي خسارة. كان يعتقد أن تثبيط البراديكينين وتحويل الأنجيوتنسين 1 للأنجيوتنسين 2 في الرئتين ناجماً من نفس الإنزيم. وفي عام 1970، أظهرNg وVane ، وذلك باستخدام عامل BPF التي عزله فيريرا Ferreira، أن هذا التحويل يتم تثبيطه خلال المرور بالدورة الدموية الرئوية.
يعتبر عامل BPF’s من أعضاء مجموعة مكونة من الببتيدات التي عملها التأييدي ترتبط بتثبيط براديكينين عن طريق الإنزيم المحول للأنجيوتنسين. ينتج التحليل الجزيئي للBPF عن تيبروتيد BPF اللاببتيدي (SQ 20881)، والذي أظهر أكبر قوة في تثبيط الإنزيم المحول للأنجيوتنسين وتأثير خافض للضغط في الجسم الحي. يمتلك تيبروتيد قيمة سريرية محدودة كنتيجة لطبيعة الببتيد وقلة نشاطه عندما يعطى عن طريق الفم. في وقت مبكر عام 1970، كانت معرفة العلاقة بين الهيكل والنشاط مطلوبة لتثبيط الإنزيم المحول للأنجيوتنسين في تطور. بعد ذلك قام ديفيد كوشمانDavid Cushman، Miguel Ondetti وزملاؤه، باستخدام نظائر ببتيدية لدراسة بنية الإنزيم المحول للأنجيوتنسين، وذلك باستخدام كربوكسي ببتيداز A كنموذج.في عام 1975، أدت اكتشافاتهم لتطوير الكابتوبريل، أول مثبط نشط عند أخذه عن طريق الفم.
وفي عام 1981، تمت الموافقة على كابتوبريل Captopril من قبل إدارة الغذاء والدواء الأمريكية. وهو أول مثبط للإنزيم المحول للأنجيوتنسين لا يحتوي على مجموعة سلفهيدريل، ثم بعد ذلك بعامين تم تسويق إنالابريل . ومنذ ذلك الحين تم تسويق ما لا يقل عن 12 من مثبطات الإنزيم المحول للأنجيوتنسين الأخرى.
في عام 1991، أنشأ علماء يابانيين أول مثبط للإنزيم المحول للأنجيوتنسين مرتكز على الحليب، في شكل شراب الحليب المخمر، وذلك باستخدام خمائر محددة لتحرير ثلاثي الببتيد ايسوليوكيني برولين برولين (IPP) من بروتين الحليب. أيضاً يتحرر حمض أميني فالين برولين برولين (VPP) في هذه العملية، وهو ثلاثي ببتيد آخر للحليب حيث أن تركيبه الكيميائي إلى حد بعيد يشبه تركيب IPP. ويشار إلى هذه الببتيدات مجتمعة ب ثلاثي ببتيد اللاكتوز lactotripeptides. في عام 1996، أكدت أول دراسة على الإنسان تأثيرIPP الموجود في اللبن المتخمر في خفض ضغط الدم. على الرغم من ذلك، فإننا نحتاج إلى ضعف كمية الVPP لتحقيق نفس نشاط مثبطات الإنزيم المحول للأنجيوتنسين في خفض الضغط مثل ال IPP، من المفترض أيضاً أن VPP يضيف تأثير لخفض ضغط الدم الكلي. ومنذ اكتشاف lactotripeptidثلاثي ببتيد اللاكتوز، قد أجريت أكثر من 20 تجربة سريرية على الإنسان في العديد من البلدان المختلفة.